# Carlos Maestro
Carlos Maestro (Puerto San Julián, Santa Cruz, 10 de octubre de 1945) es un político y abogado argentino, perteneciente a la Unión Cívica Radical, que se desempeñó como gobernador de Chubut, durante dos mandatos consecutivos, entre el 11 de diciembre de 1991 y el 11 de diciembre de 1999.

## Biografía

Maestro, junto al intendente local recorriendo Comodoro Rivadavia en 1993.

Realizó sus estudios primarios en el Colegio Salesiano de Don Bosco, en Santa Cruz; continuando los secundarios en la Escuela de Comercio de Trelew, en Chubut. Egresó como abogado en la Universidad Nacional del Litoral en 1970.
Fue secretario General de la Juventud Radical en 1963 y en 1966. En 1972 es designado Convencional Nacional de la Unión Cívica Radical, y entre 1975 y 1989 se desempeñó como apoderado provincial del partido en Chubut.
En 1983 es electo diputado provincial, llegando a la vicepresidencia de la legislatura liderando el bloque radical. Fue también secretario del comité provincial de su partido. En 1994 fue electo convencional constituyente para la reforma constitucional de ese año.
En 1991 fue electo gobernador de Chubut, y en 1995 fue reelecto. Se mantiene en aquel hasta su culminación en 1999, cuando es electo diputado nacional; sin embargo, renuncia cuando es electo senador nacional en 2001. Siendo senador, alcanzó a liderar el bloque radical. Se mantiene como tal hasta la culminación de su cargo en 2003.Maestro vio involucrado en el llamado caso Samame, quién había sido nombrado director del Banco del Chubut por el exgobernador Carlos Maestro por ser un activo dirigente del radicalismo chubutense. Durante su permanencia en el cargo, el pago del impuesto a las ganancias tanto de Samamé como de otros directores y del gobernador fue pagado de una cuenta especial destinada a otros rubros. Después de cinco años de investigación, el Tribunal de Cuentas determinó que tal pago resultó ilegal. A pesar del cargo por corrupción el juicio político no continuó por el voto contrario de los diputados radicales.
En 2011 se postuló nuevamente a diputado nacional, aunque no logró ser electo, siendo su lista radical derrotada en las primarias abiertas.
Revisión del 19:04 5 feb 2021 editar
186.129.95.82 (discusión)
Sin resumen de edición
← Ir a diferencia anterior
| inicio = 10 de diciembre de 2001
| final  = 10 de diciembre de 2003
| sucesor = 
| cargo2 = Diputado de la Nación Argentina
| escudo3 = Escudo de Chubut.svg
| cargo3 = Gobernador de la provincia del Chubut
| inicio3 = 10 de diciembre de 1991
| final3 = 10 de diciembre de 1999
| vicegobernador3 = Jorge Aubía
| predecesor3 = Fernando Cosentino
| almamáter = Universidad Nacional del Litoral
}}
Carlos Maestro (Puerto San Julián, Santa Cruz, 10 de octubre de 1945) es un político y abogado argentino, perteneciente a la Unión Cívica Radical, que se desempeñó como gobernador de Chubut, durante dos mandatos consecutivos, entre el 10 de diciembre de 1991 y el 10 de diciembre de 1999.
Realizó sus estudios primarios en el Colegio Salesiano de Don Bosco, en Santa Cruz; continuando los secundarios en la Escuela de Comercio de Trelew, en Chubut. Egresó como abogado en la Universidad Nacional del Litoral en 1970.
Fue secretario General de la Juventud Radical en 1963 y en 1966, fundó el Movimiento Universitario Reformista Auténtico (MURA), la primera agrupación radical universitaria del país. En 1972 es designado Convencional Nacional de la Unión Cívica Radical, y entre 1975 y 1989 se desempeñó como apoderado provincial del partido en Chubut.
En 1983 es electo diputado provincial, llegando a la vicepresidencia de la legislatura liderando el bloque radical. Fue también secretario del comité provincial de su partido. En 1994 fue elegido convencional constituyente para la reforma constitucional de ese año.
En 1991 fue elegido gobernador de Chubut, y en 1995 fue reelecto. Se mantiene en aquel hasta su culminación en 1999, cuando es electo diputado nacional; sin embargo, renuncia cuando es electo senador nacional en 2001. Siendo senador, alcanzó a liderar el bloque radical. Se mantiene como tal hasta la culminación de su cargo en 2003.
En 2011 se postuló nuevamente a diputado nacional, aunque no logró ser electo, siendo su lista radical derrotada en las primarias abiertas.
En junio de 2009 en una causa por el desfalco de alrededor de 60 millones de dólares del Banco del Chubut fue dictada la detención de siete empresarios y exfuncionarios vinculados al gobierno de Maestro y su sucesor José Luis Lizurume por «defraudación contra el Estado», debido a que estaban imputados en supuestas triangulaciones monetarias y financieras que terminaban en un puñado de empresas «cáscara» y contribuyeron al vaciamiento del Banco del Chubut SA. Muchos[¿quién?] especularon que el caso le costó la vida al periodista Ricardo Gangeme, que investigaba el caso, y fue asesinado a sangre fría en pleno centro de Trelew en mayo de 1999. El juez investigó la conexión del asesinato de Ricardo Gangeme con las amenazas que dijo haber recibido de Héctor Fernándes, un empresario con fluidas relaciones oficiales con el radicalismo provincial. El presidente Carlos Menem, el ministro del Interior, Carlos Corach, y las autoridades provinciales de Chubut condenaron el asesinato y prometieron impulsar una investigación rigurosa. También hubo un rechazo de las entidades periodísticas nacionales y americanas.Durante su mandato se llevó a cabo un régimen de multiplicación de impuestos a los consumos y a las ventas, a la vez que se vigorizó con la aplicación del gravamen a los réditos. La implementación de éstos, que implicó una agravamiento de la presión tributaria sobre las clases medias y pequeños comerciantes.